# Poyanne
Poyanne é uma comuna francesa na região administrativa da Nova Aquitânia, no departamento Landes. Estende-se por uma área de 10,75 km². Em 2010 a comuna tinha 697 habitantes (densidade: 64,8 hab./km²).